# Копенгагенська фондова біржа
Копенгагенська фондова біржа або CSE (дан. Københavns Fondsbørs), з 2014 року Nasdaq Copenhagen — міжнародний ринок данських цінних паперів, у тому числі акцій, облігацій, казначейських облігацій, фінансових ф'ючерсів і опціонів.
Nasdaq Copenhagen належить до скандинавської групи бірж Nasdaq Nordic. Nasdaq Nordic, своєю чергою, виникла пісkя злиття у 2003 році OM AB і HEX plc в об'єднану OMX і, починаючи з лютого 2008, є частиною Nasdaq Inc.

## Загальна інформація

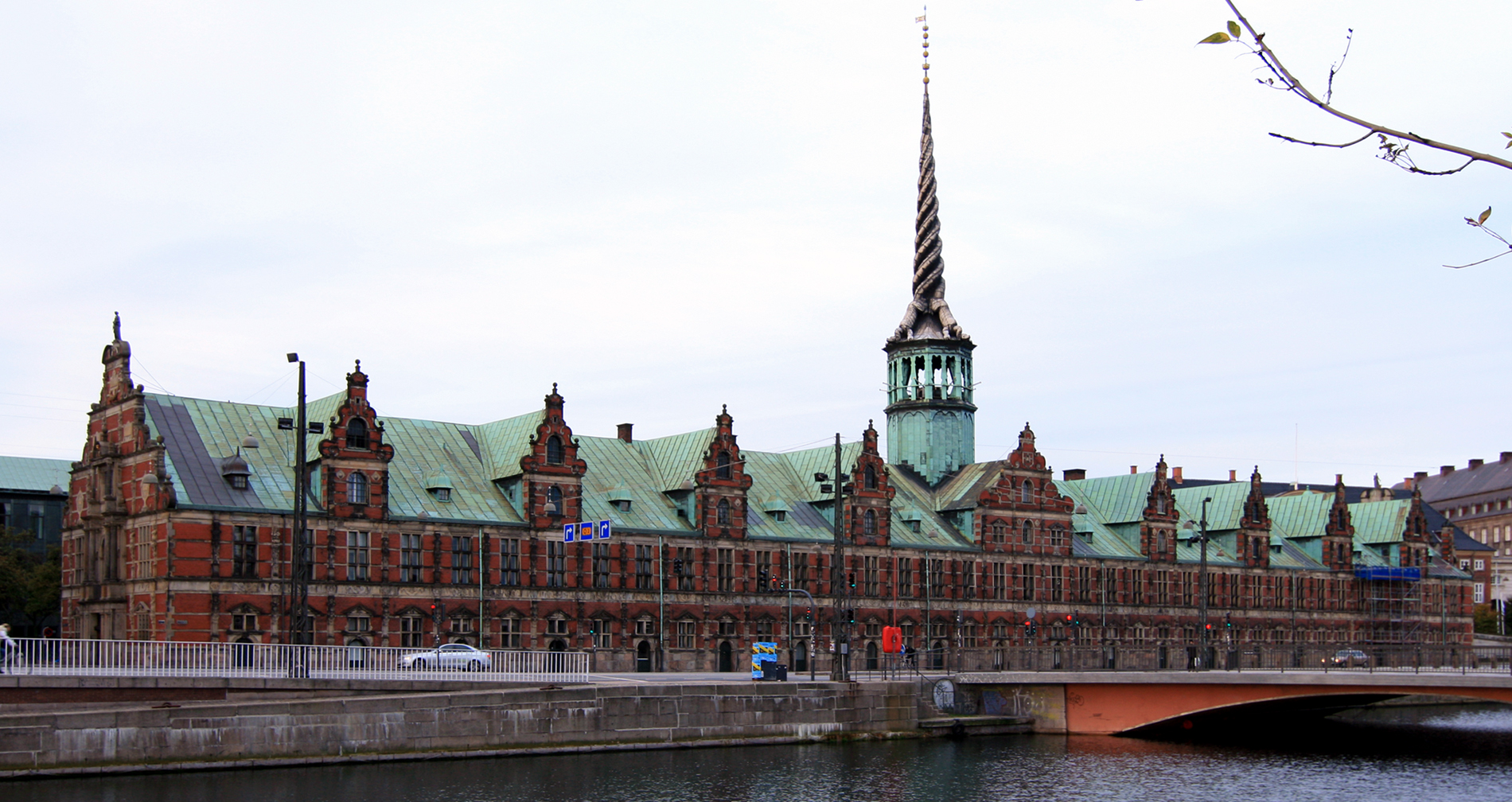
Берсен — будівля, в якій до 1974 року була розташована Копенгагенська фондова біржа.

У 1996 році біржа випустила акції в пропорції 60-20-20 для учасників, емітентів акцій і облігацій і таким чином була перетворена на товариство з обмеженою відповідальністю. У 1998 році Копенгагенська та Стокгольмська фондові біржі утворили альянс NOREX, що стало кроком на шляху розвитку скандинавського ринку цінних паперів. Зазвичай торги проводяться з 09:00 до 17:00 щодня, крім вихідних та святкових днів.